# Вильженон
Вильжено́н (фр. Villegenon) — коммуна во Франции, находится в регионе Центр. Департамент — Шер. Входит в состав кантона Вайи-сюр-Содр. Округ коммуны — Бурж.
Код INSEE коммуны — 18284.
Коммуна расположена приблизительно в 160 км к югу от Парижа, в 75 км юго-восточнее Орлеана, в 45 км к северо-востоку от Буржа.

## Население
Население коммуны на 2008 год составляло 229 человек.
| 1962 | 1968 | 1975 | 1982 | 1990 | 1999 | 2008 |
| ---- | ---- | ---- | ---- | ---- | ---- | ---- |
| 333  | 403  | 327  | 271  | 260  | 245  | 229  |

## Экономика

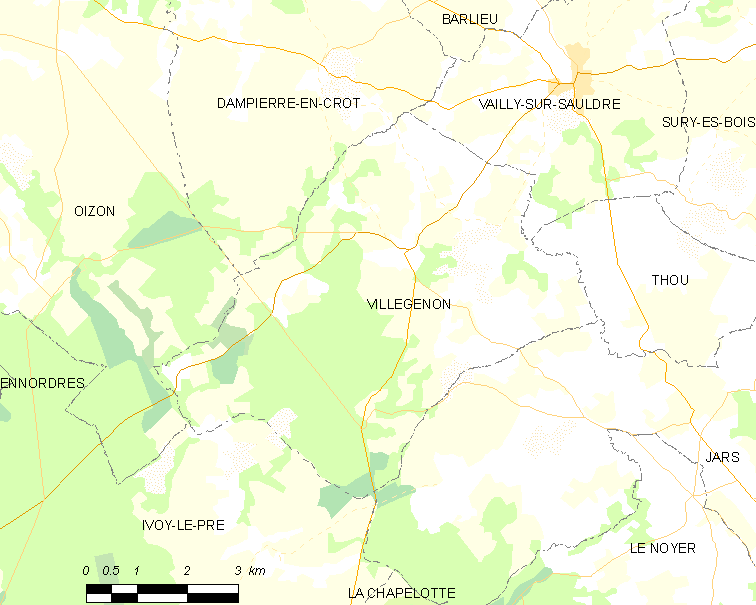
Карта коммуны

В 2007 году среди 142 человек в трудоспособном возрасте (15-64 лет) 106 были экономически активными, 36 — неактивными (показатель активности — 74,6 %, в 1999 году было 65,5 %). Из 106 активных работали 98 человек (54 мужчины и 44 женщины), безработных было 8 (4 мужчины и 4 женщины). Среди 36 неактивных 7 человек были учениками или студентами, 13 — пенсионерами, 16 были неактивными по другим причинам.

## Достопримечательности
- Церковь Сен-Жорж (XV век). Исторический памятник с 1930 года[3]
- Замок (XV век)